# Giovanni (football, 1994)
Pour les articles homonymes, voir Giovanni.
Giovanni Piccolomo dit Giovanni, né le 4 avril 1994 à Sorocaba, est un footballeur brésilien qui évolue au poste de milieu de terrain au Sport Recife, en prêt de Cruzeiro.

## Statistiques
| Saison                | Club                  | Championnat           | Championnat | Championnat | Coupe(s) nationale(s) | Coupe(s) nationale(s) | Compétition(s) continentale(s) | Compétition(s) continentale(s) | Compétition(s) continentale(s) | Total | Total |
| Saison                | Club                  | Division              | M.          | B.          | M.                    | B.                    | Comp.                          | M.                             | B.                             | M.    | B.    |
| 2012                  | SC Corinthians        | Brasileirão           | 10          | 1           | 0                     | 0                     | -                              | -                              | -                              | 10    | 1     |
| Sous-total            | Sous-total            | Sous-total            | 10          | 1           | 0                     | 0                     | -                              | -                              | -                              | 10    | 1     |
| Total sur la carrière | Total sur la carrière | Total sur la carrière | 10          | 1           | 0                     | 0                     | -                              | -                              | -                              | 10    | 1     |